# P–3 Orion
A P–3 Orion tengerészeti felderítő és tengeralattjáró-vadász repülőgép, melyet az 1960-as évek elejére fejlesztettek ki az Amerikai Egyesült Államokban a Lockheed L–188 Electra utasszállító repülőgépből, a P–2 Neptune repülőgép leváltására. Kategóriájának legelterjedtebb repülőgépe, Japánban a Kawasaki licencben gyártotta. Hagyományos aerodinamikai kialakítású, egyenes alsószárnyas repülőgép, négy légcsavaros gázturbinával. Fegyverzetét a törzsben kialakított bombatérben és a félszárnyak alatti fegyverfelfüggesztő csomópontokon hordozza. Többféle feladatkörben alkalmazzák, készült rádióelektronikai felderítő változata is (EP–3 ARIES), napjainkban több repülőgépet optikai berendezésekkel ellátva repülő harcálláspontként, szárazföldi csapatok támogatására alkalmaznak.  2013-tól a P–8 Poseidon váltja le az amerikai és indiai haditengerészeteknél.

## Megrendelő és üzemeltető országok

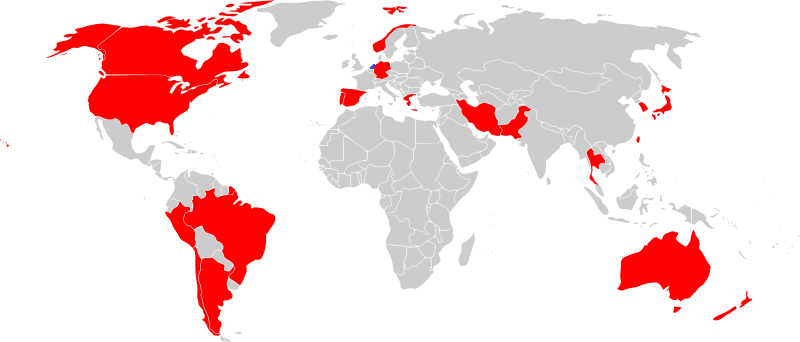
A P-3 Oriont katonai célokra alkalmazó országok térképen

- Görög Légierő[1]
- Portugál Légierő[2]
- Spanyol Légierő[3]

## Műszaki adatok (P–3C Orion)

### Geometriai méretek és tömegadatok
- Hossz: 35,61 m
- Fesztávolság: 30,38 m
- Magasság: 10,274 m
- Szárnyfelület: 120,77 m²
- Üres tömeg: 27 892 kg
- Normál felszálló tömeg: 61 235 kg
- Maximális felszálló tömeg: 64 410 kg

### Motorok
- Motorok száma: 4 darab
- Típusa: Allison T56–A–14 légcsavaros gázturbina
- Maximális teljesítménye: egyenként 3660 kW (4910 LE)
- Propellerek: négy-tollú Hamilton Standard 54H60–77, melyek átmérője 4,11 méter

### Repülési adatok
- Legnagyobb sebesség: 761 km/h
- Utazósebesség: 607 km/h
- Hatótávolság: 2491 km
- Szolgálati csúcsmagasság: 8600 m
- Emelkedőképesség: 9,9 m/s
- Szárnyfelületi terhelés: 507 kg/m²
- Teljesítmény/tömegarány: 239,2 W/kg

### Fegyverzet
- 10 darab fegyverfelfüggesztő pont (3 darab szárnyanként, 2-2 darab a szárnytőben) és nyolc belső bombakamra 9100 kg-os terheléssel; ezekre a következő fegyverek függeszthetőek:
  - Rakéták:
    - 4 darab AGM–65 Maverick, 6 darab AGM–84 Harpoon, 4 darab AGM–84E Standoff Land Attack Missile

  - Bombák:
    - mélységi töltetek, Mk 101 Lulu nukleáris mélységi bomba, 10 darab Mk 20 Rockeye, Mk 80 típusú bombák (18 darab Mk 82, Mk 83, Mk 84), hagyományos bombák, B57 nukleáris bomba (csak az Amerikai Egyesült Államok használta, 1993-ban kivonták a szolgálatból)

  - Egyéb:
    - Mk 44 (legtöbb helyen kivonva), 8 darab Mk 46, 6 darab Mk 50, 7 darab Mk 54 vagy MU 90 Impact torpedók
    - Mk 25, Mk 39, Mk 55, 7 darab Mk 56, Mk 60 CAPTOR vagy 6 darab Mk 65 vagy 18 darab Mk 62 vagy 11 darab Mk 63 Quickstrike tengeri aknák
    - Stonefish tengeri akna (Ausztrália)
    - Aktív és passzív szonárbóják

### Avionika
- Raythenon AN/APS–115 tengerészeti megfigyelő radar, AN/APS–137D(V)5 inverz szintetikus apertúrás keresőradar